# Beluarda

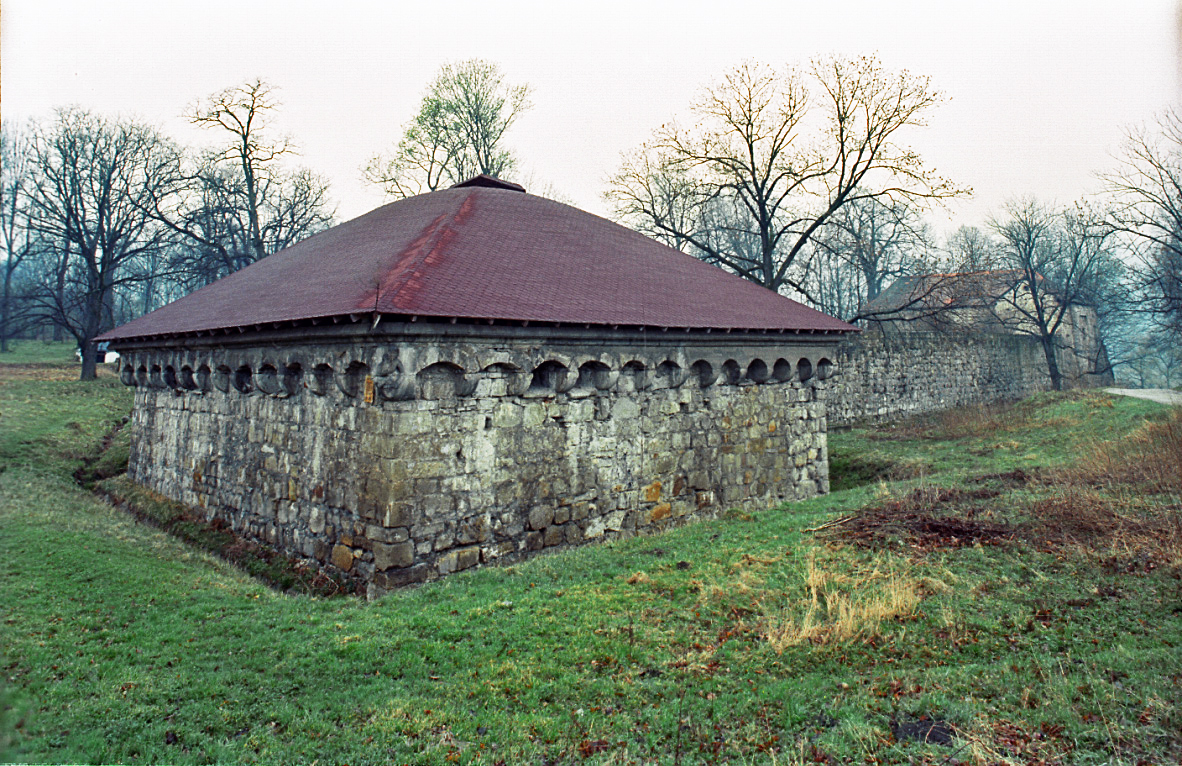
Beluarda rożnowska z XVI w.; stan obecny

Beluarda lub beluard (z wł. baluardo) –  początkowo obszerna baszta w fortyfikacji, w postaci tarasu, podobna do bastei. Użyta pierwotnie we Włoszech w XV w. W Polsce używana od XVI wieku do obrony najbardziej narażonych części fortyfikacji zamkowych, np. w Ogrodzieńcu i Tenczynku. Przyjmowała czasem formę baszty o dwóch kondygnacjach, lub wyposażonej częściowo lub całościowo w kazamaty. To także fragment fortyfikacji stałej
Inne znaczenie to dawne określenia na hulajgorod.

## Beluard w Rożnowie
Przykład beluardu stosunkowo dobrze zachowanego znajduje się w zamku w Rożnowie, gm. Gródek nad Dunajcem (przy drodze Rożnów - Tropie). Jest elementem nieukończonej twierdzy - jednej z pierwszych w Polsce warowni o nowożytnej fortyfikacji obronnej - wzniesionej z inicjatywy wybitnego teoretyka sztuki wojennej Jana Amora Tarnowskiego około 1560 roku. Jej budowę podjęto w związku ze wzrostem zagrożenia tureckiego po bitwie pod Mohaczem, miała być jedną z najnowocześniejszych fortyfikacji w ówczesnej Polsce (w zamierzeniu była to tzw. palazzo in fortezza), jednak po śmierci hetmana w 1561 r. prace przerwano. 
Jako pierwszy badania beluardu w 1863 roku przeprowadził Władysław Łuszczkiewcz. 
Od 1961 roku krakowski PKZ i Miastoprojekt oddział w Nowym Sączu w ramach prac konserwatorskich zabezpieczyły obiekt  i uporządkowały teren. Przeprowadzono również odgruzowanie i zabezpieczenie poterny prowadzącej od bramy w kierunku rzeki i innych pomieszczeń, a nad budynkiem bramnym wymieniono więźbę dachową. W celu zabezpieczenie wykonano system odwodnienia, odsłonięto mur tarczowy, który był zagrożony z powodu obciążenia ziemią i zawilgocenia. 
Do czasów współczesnych przetrwał wspomniany beluard oraz mur kurtynowy wraz z bramą wjazdową.